# Żel

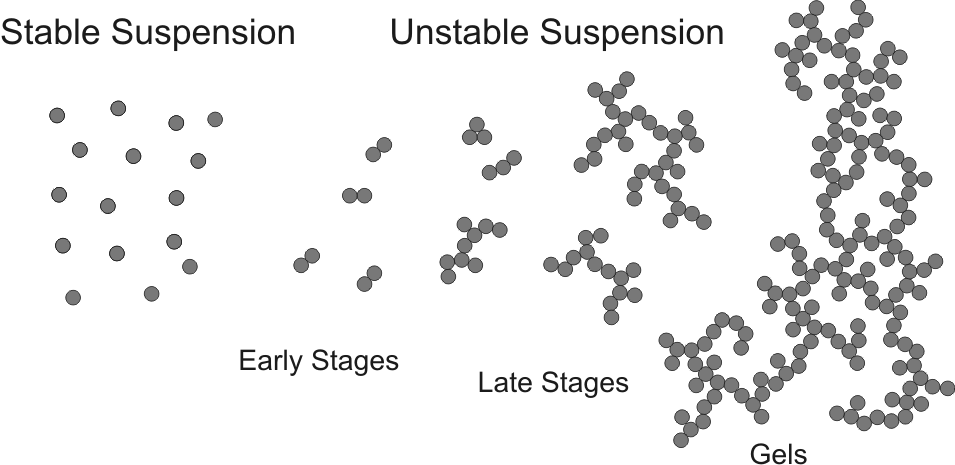
Schemat ten przedstawia różne tryby agregacji cząstek w zawiesinie koloidalnej

Żel – szczególny rodzaj układu koloidalnego, będący efektem koagulacji zolu.
Zazwyczaj ma konsystencję galaretowatą, choć niektóre rodzaje żelu są sztywne. Żel powstaje w momencie, gdy w układzie koloidalnym znajduje się tak dużo cząstek koloidalnych, że stykają się one lub łączą się ze sobą w wielu punktach, tworząc strukturę sieci przestrzennej, która rozprzestrzenia się w całej objętości substancji, uniemożliwiając swobodne przemieszczanie się cząsteczek fazy rozpraszającej (cieczy lub gazu). Nazywa się to procesem koagulacji. W przypadku żeli tworzonych przez polimery proces koagulacji może też następować na skutek chemicznej reakcji sieciowania.
Warunkiem niezbędnym dla wytworzenia się żelu jest niemieszalność jego składników (np. hydrofilowość jednego i hydrofobowość drugiego). Niektóre żele mogą zachowywać sztywność (stabilność kształtu) przy obecności cieczy lub gazu nawet do 99%.
Przykłady żeli:
- galaretka z żelatyny
- silikażel
- żelatyna wybuchowa
- aerożel
- farba drukowa